# Robert L. Mouton

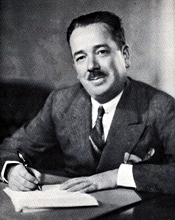
Robert L. Mouton

Robert Louis Mouton (* 20. Oktober 1892 in Duchamp, St. Martin Parish, Louisiana; † 26. November 1956 in New Orleans, Louisiana) war ein US-amerikanischer Politiker. Zwischen 1937 und 1941 vertrat er den Bundesstaat Louisiana im US-Repräsentantenhaus.

## Werdegang
Noch als Kind zog Robert Mouton mit seinen Eltern nach Lafayette, wo er die öffentlichen Schulen besuchte. Danach studierte er am Southwestern Louisiana Institute, ebenfalls in Lafayette. Zwischen 1911 und 1912 arbeitete Mouton als Bankangestellter. Anschließend war er von 1912 bis 1914 Lehrer am Charles College in Grand Coteau. Danach betrieb er in Lafayette eine Abendschule und wurde in der Versicherungsbranche tätig. Zwischen 1916 und 1919 arbeitete er für die Zollbehörde auf Haiti. Seine dortige Tätigkeit wurde durch den Ersten Weltkrieg unterbrochen, an dem er als Soldat des US Marine Corps teilnahm. Dort war er als Übersetzer und Nachrichtenoffizier eingesetzt. Später gehörte er der Reserve dieser Waffengattung an. Im Jahr 1919 kehrte er nach Lafayette zurück, wo er im Gartenbau arbeitete.
Gleichzeitig begann Mouton als Mitglied der Demokratischen Partei eine politische Laufbahn. Zwischen 1919 und 1927 sowie nochmals von 1931 bis 1935 war er Bürgermeister von Lafayette. In den Jahren 1929 und 1930 fungierte er auch als Posthalter in dieser Stadt. Im Jahr 1936 war er Delegierter zur Democratic National Convention in Philadelphia, auf der Präsident Franklin D. Roosevelt für eine zweite Amtsperiode nominiert wurde. Bei den Kongresswahlen des Jahres 1936 wurde Mouton im dritten Wahlbezirk von Louisiana in das US-Repräsentantenhaus in Washington, D.C. gewählt, wo er am 3. Januar 1937 die Nachfolge von Numa F. Montet antrat. Nach einer Wiederwahl im Jahr 1938 konnte er bis zum 3. Januar 1941 zwei Legislaturperioden im Kongress absolvieren. In dieser Zeit wurden dort weitere New-Deal-Gesetze der Bundesregierung verabschiedet.
1940 wurde Mouton von seiner Partei nicht mehr für eine weitere Amtszeit im Kongress nominiert. In den folgenden Jahren war er wieder im Gartenbau tätig. Außerdem stieg er in die Immobilienbranche ein. Robert Mouton starb am 26. November 1956 in New Orleans.